# Distrito de Sion
Pronunciação
O Distrito de Sion (em alemão:  Bezirk Sitten) é um dos 14 distritos do cantão de Valais, na Suíça. A sua capital é a cidade de Sion.  Neste distrito de Valais a língua oficial é o francês.
Segundo o censo de 2010, o distrito ocupa atualmente uma área de 125,51 km2 e tem uma população total de 42431, o que faz uma densidade de 338 hab/km2. O distrito é constituído por 6 comunas 

## Imagens

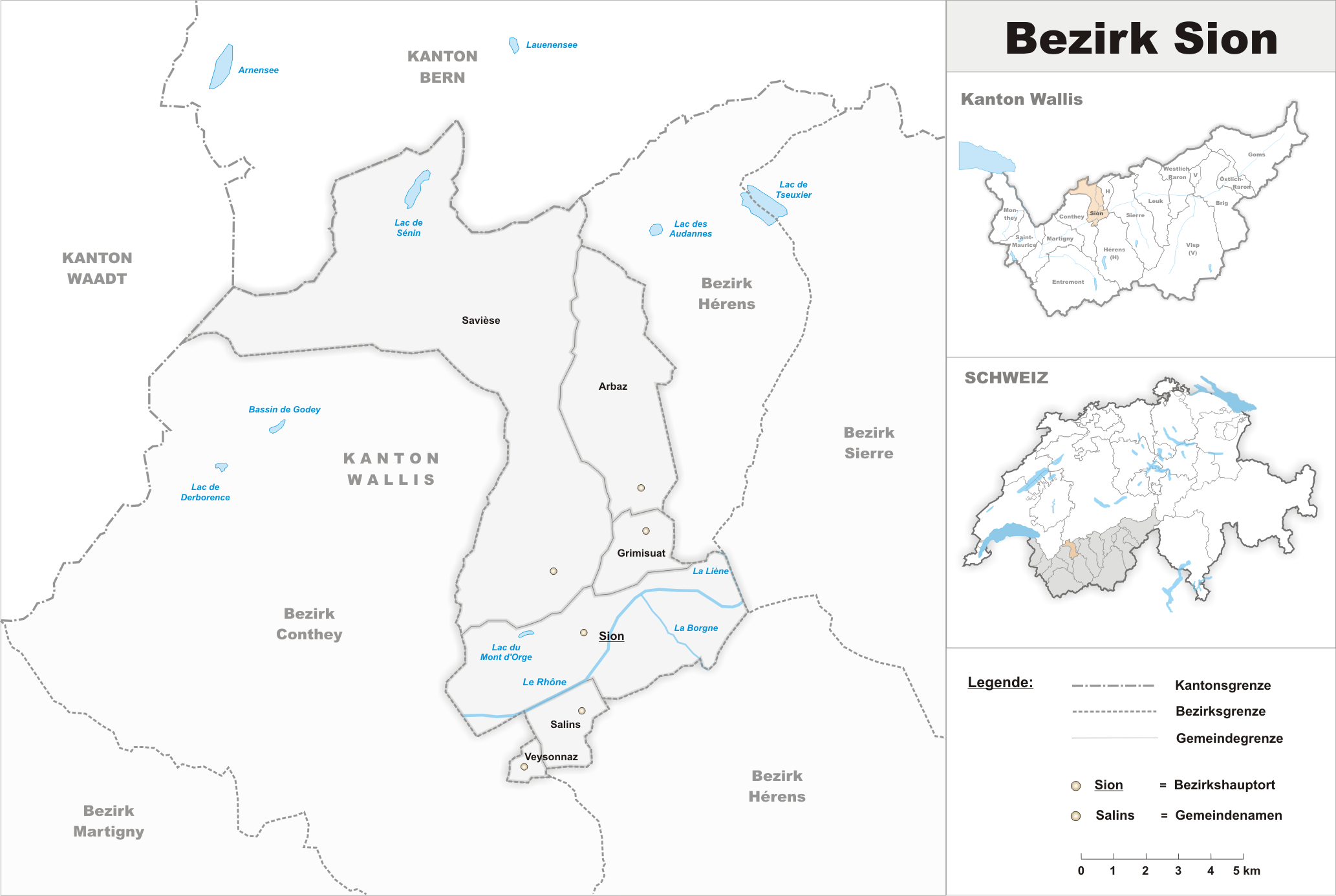
Distrito de Sion (em 2007)

## Comunas
O Distrito de Sion é composto por seis comunas:
| De Arbaz a Veysonnaz |
| -------------------- |
| Arbaz                |
| Grimisuat            |
| Salins               |
| Savièse              |
| Sion                 |
| Veysonnaz            |